# Melecio Arranz
Melecio Arranz (* 24. Mai 1888 in Vigan City, Ilocos Sur; † 24. April 1966) war ein philippinischer Politiker.

## Biografie
Nach dem Schulbesuch studierte er Bauingenieurwesen an der University of Santo Tomas und schloss dieses Studium mit einem Bachelor of Science (B.Sc. Civil Engineering) ab. Im Anschluss trat er 1914 in den Regierungsdienst und war zunächst Junior Assistent Engineer im Büro für öffentliche Arbeiten, ehe er 1919 zuständiger Bezirksingenieur für die Provinzen Bataan und Rizal. Später wurde er Überwachender Bezirksingenieur im Bureau of Public Works.
Seine politische Laufbahn begann er 1927 mit der Wahl zum Mitglied des Senats, in dem er zunächst nach seiner Wiederwahl 1934 bis 1935 den 1. Senatswahlbezirk vertrat, der Batanes, Cagayan, Isabela, Ilocos Sur, Ilocos Norte und Abra umfasste.
1941 wurde er wiederum zum Senator gewählt und gehörte dem Senat nach Wiederwahlen 1946 bis Dezember 1953 an. Zunächst war er von 1942 bis 1946 als Majority Floor Leader Führer der Mehrheitsfraktion im Senat. Nachdem er 1946 Vorsitzender des Ausschusses für öffentliche Arbeiten und Kommunikationen war, war er schließlich während des Ersten Kongresses von 1946 bis 1949 Präsident des Senats Pro tempore und somit Vertreter des Senatspräsidenten bei dessen Erkrankung oder Abwesenheit.
Daneben war er 1947 Chefdelegierter der Philippinen bei Kommission der Vereinten Nationen zur Situation in Korea.